# Canton de Neuchâtel
Pour les articles homonymes, voir Neuchâtel (homonymie) et NE.

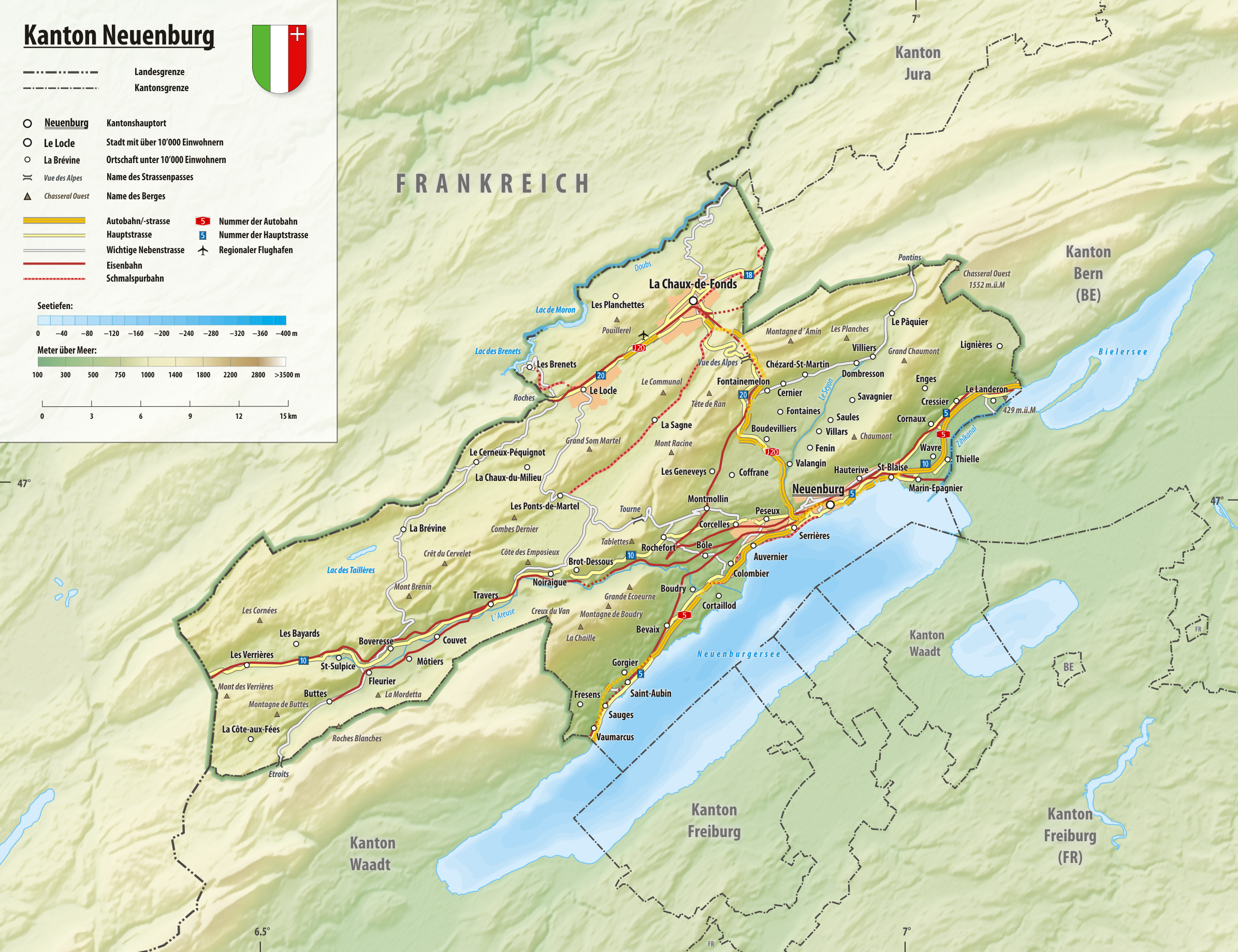
Carte géographique du canton.

Le canton de Neuchâtel (NE), officiellement la République et Canton de Neuchâtel, est l'un des 26 cantons de la Suisse. Son chef-lieu est Neuchâtel.

## Géographie

### Généralités

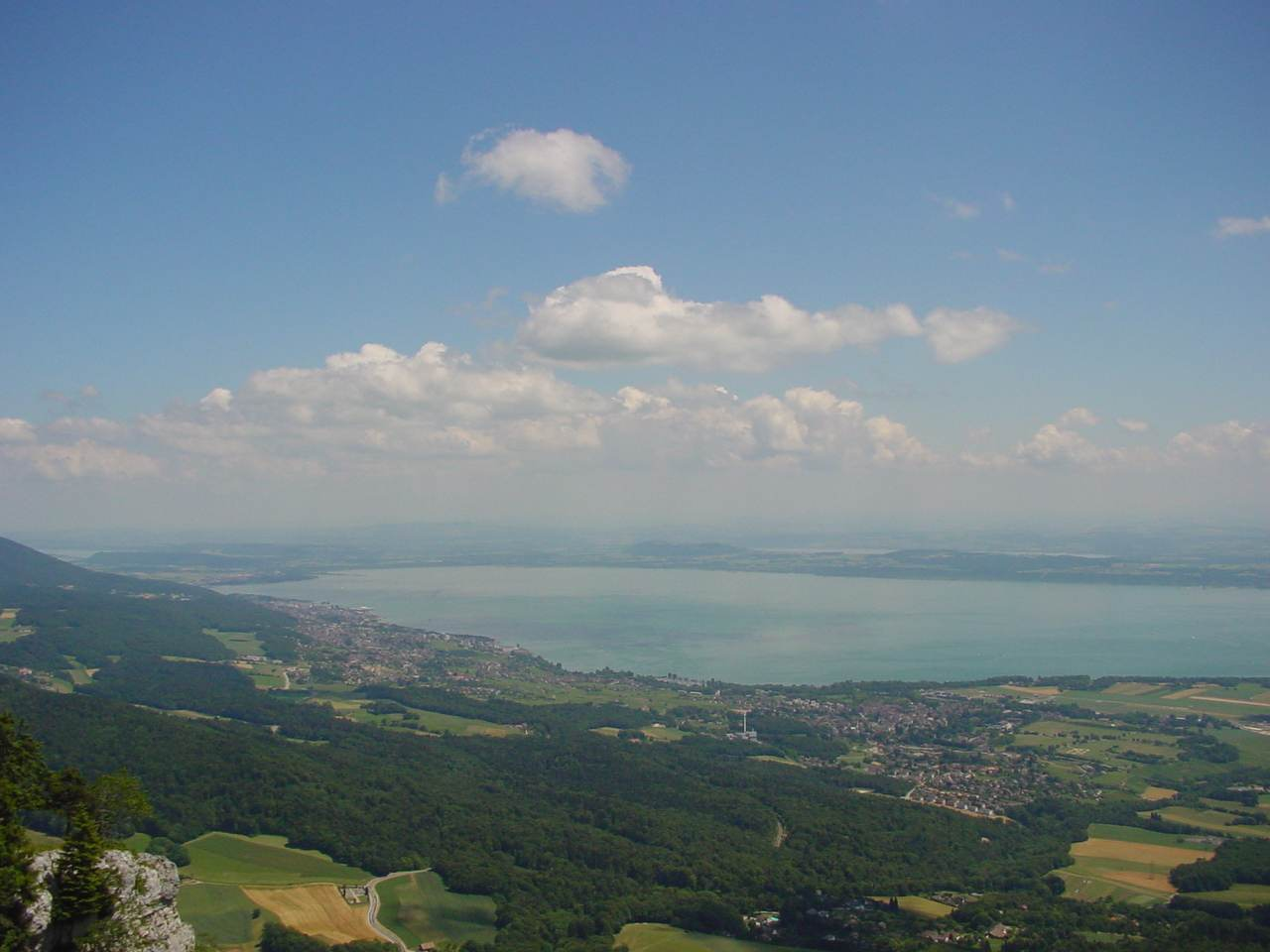
Vue du lac de Neuchâtel et du littoral depuis la chaîne jurassienne.

Le canton de Neuchâtel est situé au nord-ouest de la Suisse dans le massif du Jura. Il comprend une partie basse bordant le lac de Neuchâtel, désignée par le Littoral ou le Bas ainsi qu'un plateau plus élevé, situé à environ 1 000 mètres d'altitude, désigné par les Montagnes neuchâteloises ou le Haut. La ville de Neuchâtel est située sur le littoral, celles de La Chaux-de-Fonds et du Locle sont situées dans les Montagnes. Elles jouxtent la frontière française située sur le Doubs, du nom de la rivière qui coupe la vallée en deux. Le Bas s'étend de Vaumarcus jusqu'à la limite du lac de Bienne. Plusieurs vallées existent entre le Haut et le Bas. Le Val-de-Travers, situé à l'ouest du canton et le Val-de-Ruz - au centre - en sont les principales.
Le canton de Neuchâtel culmine à l'ouest du Chasseral, à 1 552 m d'altitude, et ses points les plus bas se trouvent au bord des lacs de Bienne et de Neuchâtel, à 429 m d'altitude,. Avec 802,93 km2, Neuchâtel est le quinzième canton suisse par sa superficie.

### Régions, communes et villes

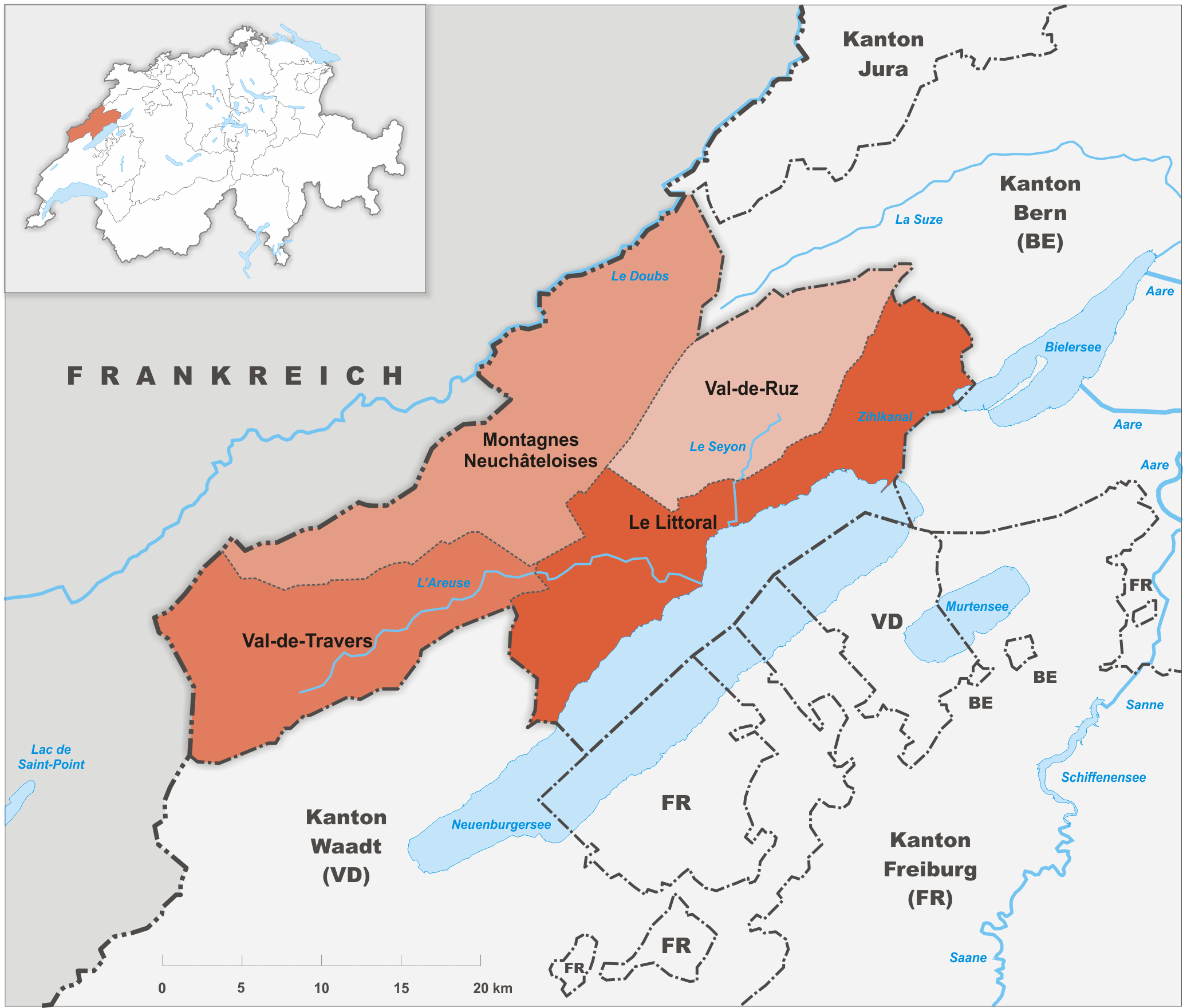
Régions du canton de Neuchâtel.

Le canton était historiquement divisé en six districts qui formaient les quatre régions du canton : le district de Neuchâtel et le district de Boudry forment ensemble la région Littoral, le district du Val-de-Ruz ainsi que le district du Val-de-Travers forment chacun une région distincte qui porte le nom du district (Val-de-Ruz et Val-de-Travers). Le district de La Chaux-de-Fonds ainsi que celui du Locle forment ensemble la région Montagnes. Les districts sont supprimés le 1er janvier 2018, les régions deviennent un échelon statistique mais plus du tout administratif.
Le canton de Neuchâtel compte 24 communes au 1er janvier 2025, dont quatre de plus de 10 000 habitants : Neuchâtel avec 44 568 habitants, La Chaux-de-Fonds avec 37 233 habitants, Val-de-Ruz avec 17 499 habitants et Val-de-Travers avec 10 649 habitants.

### Lacs et cours d'eau

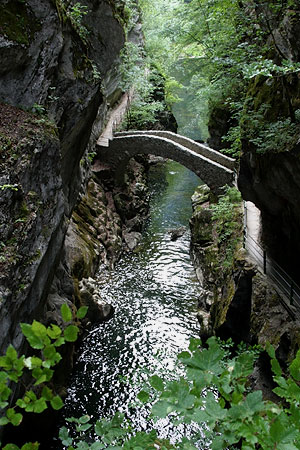
Les gorges de l'Areuse entre le Val-de-Travers et le Littoral.

- La géomorphologie du Jura est de type karstique, ce qui rend difficile la présence d'un grand nombre de lacs et cours d'eau. Malgré cela, on compte un certain nombre de lacs et de rivières dans le canton.
- Le lac de Neuchâtel déjà cité plus haut est le plus grand lac entièrement sur territoire suisse. D'autre part, on peut citer le lac des Taillères situé près de La Brévine et souvent utilisé en hiver pour le patinage lorsqu'il est gelé. Le lac des Brenets est situé à la frontière entre la Suisse et la France près de l'ancienne commune des Brenets. Le canton compte également deux lacs artificiels formé sur le Doubs par le barrage du Châtelot : le lac de Moron et le lac de Biaufond.
- Les principales rivières du canton sont l'Areuse qui traverse le Val-de-Travers pour se déverser dans le lac de Neuchâtel après avoir emprunté les gorges de l'Areuse, la Serrière près de Neuchâtel, le Seyon qui traverse le Val-de-Ruz, emprunte les gorges du Seyon pour se déverser dans le lac de Neuchâtel et finalement le Doubs qui fait la frontière entre la Suisse et la France.

### Faune, flore et paysages
- Parmi les sites et paysages caractéristiques du canton, on peut citer le Creux-du-Van, un large cirque rocheux situé dans le Val-de-Travers qui forme le cœur d'une réserve naturelle couvrant plus de 15 km2. Outre une riche flore alpine, on peut y observer des bouquetins qui ont été introduits dans le canton en 1965.

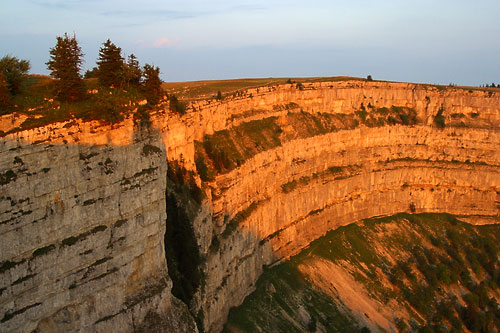
Le Creux-du-Van dans le Val-de-Travers.

- Les vallées des Montagnes comprennent plusieurs hauts-marais, dont le plus important (et le plus visité) est le bois des Lattes aux Ponts-de-Martel. Après avoir été exploitées pendant plusieurs siècles (chauffage et tourbe horticole), ces tourbières sont désormais protégées depuis 1978. Elles recèlent une faune et une flore particulières comme la Vipère péliade ou des plantes carnivores comme les Rossolis (Drosera sp.), des espèces fortement menacées dans le Jura et plus généralement en Suisse.
- Le canton de Neuchâtel est également connu pour ses pâturages boisés. Ils sont formés d'une mosaïque d'arbres et de prés, utilisés durant l'été pour la pâture du bétail, principalement des vaches mais également pour la production forestière.
- Le canton abrite également parmi les dernières populations de Grand Tétras de la chaîne jurassienne.

### Climat
| Données                         | Station           | jan.  | fév.  | mars | avril | mai  | juin | jui. | août | sep. | oct. | nov. | déc. | année |
| ------------------------------- | ----------------- | ----- | ----- | ---- | ----- | ---- | ---- | ---- | ---- | ---- | ---- | ---- | ---- | ----- |
| Températures moyennes max. (°C) | La Brévine        | 0,9   | 2,1   | 5,5  | 9,5   | 14,4 | 17,9 | 20,5 | 20   | 16,1 | 12,4 | 6    | 2,2  | 10,6  |
| Températures moyennes max. (°C) | Neuchâtel         | 3,3   | 5     | 9,9  | 14,1  | 18,6 | 22,1 | 24,9 | 24,3 | 19,5 | 13,9 | 7,6  | 4,3  | 14    |
| Températures moyennes max. (°C) | La Chaux-de-Fonds | 2,7   | 3,3   | 6,2  | 9,9   | 14,6 | 18,1 | 20,7 | 20,2 | 16,4 | 12,8 | 6,7  | 3,5  | 11,3  |
| Températures moyennes min. (°C) | La Brévine        | −10,4 | −10,0 | −6,1 | −2,5  | 1,5  | 4,3  | 6,6  | 6    | 3,6  | 0,5  | −4,6 | −7,8 | −1,6  |
| Températures moyennes min. (°C) | Neuchâtel         | −0,9  | −0,5  | 2,4  | 5,4   | 9,6  | 12,8 | 15   | 14,7 | 11,4 | 7,9  | 3    | 0,3  | 6,8   |
| Températures moyennes min. (°C) | La Chaux-de-Fonds | −6,0  | −5,7  | −2,8 | 0,6   | 4,7  | 7,6  | 9,8  | 9,4  | 6,5  | 3,3  | −1,5 | −4,2 | 1,8   |
| Précipitations (mm)             | La Brévine        | 144   | 128   | 132  | 116   | 141  | 134  | 131  | 125  | 127  | 130  | 134  | 154  | 1 597 |
| Précipitations (mm)             | Neuchâtel         | 70    | 63    | 69   | 68    | 88   | 87   | 85   | 103  | 93   | 89   | 74   | 89   | 978   |
| Précipitations (mm)             | La Chaux-de-Fonds | 107   | 99    | 111  | 98    | 141  | 124  | 126  | 136  | 128  | 123  | 120  | 128  | 1 441 |
| Ensoleillement (heures)         | La Brévine        | −     | −     | −    | −     | −    | −    | −    | −    | −    | −    | −    | −    | −     |
| Ensoleillement (heures)         | Neuchâtel         | 45    | 81    | 137  | 165   | 185  | 208  | 238  | 221  | 166  | 99   | 57   | 39   | 1 641 |
| Ensoleillement (heures)         | La Chaux-de-Fonds | 100   | 106   | 134  | 150   | 159  | 180  | 212  | 200  | 158  | 131  | 97   | 82   | 1 710 |
| Source : MétéoSuisse.           |                   |       |       |      |       |      |      |      |      |      |      |      |      |       |

### Transports

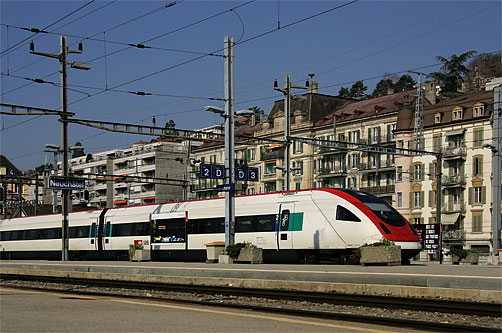
ICN à la gare de Neuchâtel.

- Plusieurs lignes de chemin de fer traversent le canton, dont la principale est celle dite « du pied du Jura » où passent les ICN reliant Genève ou Lausanne à Bâle ou Zurich / Saint-Gall. Ces trains s'arrêtent à Neuchâtel ; des trains régionaux circulent sur cette même ligne en direction d'Yverdon-les-Bains et de Bienne (liaison ouverte en 1860). Une ligne régionale relie Neuchâtel aux villes du Haut en passant par la gare de Chambrelien (où le train doit rebrousser chemin). Une ligne relie finalement la Chaux-de-Fonds à Bienne. Toutes ces lignes sont exploitées par les CFF. Une ligne relie également Neuchâtel à Berne, elle est exploitée par la société BLS.
- Neuchâtel se situait sur la ligne de TGV reliant Berne à Paris de 1987 à 2013. Depuis, la gare se situe sur la ligne de Paris-Gare-de-Lyon à Lausanne avec une correspondance par RegioExpress en gare de Frasne. Une ligne SNCF (TER) relie également Besançon, en France à La Chaux-de-Fonds.
- Une ligne de train relie Neuchâtel au Val-de-Travers. Elle est exploitée par TransN (Transports publics neuchâtelois) qui opèrent également deux lignes à voie métrique reliant La Chaux-de-Fonds à La Sagne et aux Ponts-de-Martel d'une part, Le Locle aux Brenets d'autre part. Les CJ (Chemins de fer du Jura) opèrent une ligne entre la Chaux-de-Fonds et les Franches-Montagnes.
- Plusieurs lignes de bus relient les gares à la plupart des communes du canton, exploitées par TransN ou CarPostal. Finalement, un tram relie Neuchâtel à Boudry.
- Toutes les villes, ainsi que certains villages, ont par ailleurs leur propre réseau interne de transports par bus ou trolley.
- Le canton entretient un réseau dense de routes parmi lesquelles on peut citer l'autoroute A5 traversant le littoral et continuant en direction de Bienne et d'Yverdon-les-Bains et la H20 entre Neuchâtel et la Chaux-de-Fonds puis Le Locle qui emprunte le tunnel sous la Vue des Alpes inauguré en 1994.
- Le canton de Neuchâtel est aussi pourvu d'un aéroport régional près de la Chaux-de-Fonds (aéroport des Éplatures) et de deux aérodromes, l'un près de Colombier et l'autre à Môtiers.
- La navigation sur le lac de Neuchâtel est possible durant toute l'année. Des bateaux relient chaque jour les rives nord et sud du lac et du printemps à l'automne des lignes à vocation touristique permettent quotidiennement des excursions sur les lacs de Bienne et de Morat[15]. Après plusieurs années consacrées à sa restauration, le bateau à vapeur et à roues à aubes « Neuchâtel » a été remis en service en avril 2014.

## Histoire
La présence d'hominidés dans la région est attestée dès le paléolithique moyen, avec la présence de néandertaliens occupant la grotte de Cotencher et la grotte des Plaints. Entre -3800 et -3500, les terres neuchâteloises sont l'origine de la civilisation de Cortaillod dont les hommes commençaient à construire des villages, cultiver des céréales et façonner des poteries. Les découvertes archéologiques exceptionnelles faites lors de la correction des eaux du Jura (1868-1878) sur le site de La Tène ont donné au second âge du fer le nom de La Tène (de -500 à -50) et témoignent que l'endroit devait être un important péage sur la route entre le Rhône et le Rhin.
Jusqu'à l'an mil, on a peu de matériel concernant la région en particulier. On sait qu'en 998 les moines de Cluny fondent le prieuré de Bevaix. Ces années voient aussi la création de la ville de Neuchâtel. En 1011, première apparition écrite du nom de Neuchâtel dans un acte de donation de Rodolphe III de Bourgogne à sa femme Irmengarde. Le territoire cantonal devient vassal des Bourguignons, puis aussi combourgeois avec les cantons alémaniques ou encore sous la coupe du Saint-Empire romain germanique.
Dès le XVIe siècle, le comté de Neuchâtel et Valangin devient une principauté, statut qui l'a relativement mis en dehors de tous les conflits armés extérieurs.

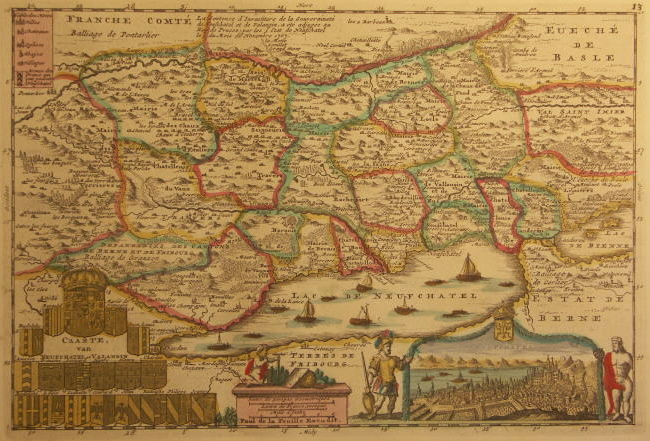
Carte du canton de Neuchâtel établie en 1735 par Ratelband.

Fin 1529, Guillaume Farel introduit la Réforme protestante dans le canton. Avec la révocation de l'édit de Nantes, Neuchâtel voit affluer nombre de huguenots. Le haut du canton commence à se peupler. Les souverains de l'époque, les Orléans-Longueville, notamment Henri II, portent beaucoup d'attention à ce coin de pays.
Lors du décès en 1707 de Marie de Nemours, les Neuchâtelois choisissent comme suzerain le roi de Prusse, l'éloignement géographique leur permettant d'être plus tranquilles.
En 1806, Napoléon, après avoir obtenu Neuchâtel par un échange avec le roi de Prusse, remet la principauté au maréchal Louis-Alexandre Berthier.
En 1814, le roi de Prusse reprend officiellement possession de la principauté. Neuchâtel est reçu le 19 mai 1815 (en même temps que Genève) dans la Confédération suisse, avec pleine égalité de droits.
Durant un siècle, le futur canton se développe économiquement, avec l'essor de l'horlogerie et la création de nombreuses manufactures textiles (les indiennes). La Société typographique de Neuchâtel édite durant cette période de nombreux livres interdits en France.
Le 12 septembre 1814, la Diète fédérale réunie à Zurich admet la principauté de Neuchâtel dans la Confédération suisse, comme 21e canton. Elle reconnaît au roi de Prusse la qualité de prince de Neuchâtel.
L'acte de réunion proprement dits du canton a été signé ultérieurement, soit le 19 mai 1815, la signature du Pacte fédéral du 7 août 1815 entérinant définitivement ces admissions. Dans la tradition, le canton de Neuchâtel reconnaît son adhésion à la Confédération le 12 septembre 1814. Le 12 septembre 2014 a été célébré le bicentenaire.
Cette adhésion comme Principauté et canton implique que les dirigeants, dont le gouverneur du canton ainsi que les chefs de l'armée, seront nommés par le roi de Prusse. En revanche, militairement, il sera défendu par la Suisse et il devra se soumettre aux impératifs de celle-ci (envoyer des contingents à sa requête), et les échanges commerciaux seront soumis aux exigences suisses (taxe, douanes, ...), mais le canton devra continuer de payer les émoluments sous forme d'impôts au roi de Prusse.
Ce n'est qu'avec la révolution du 1er mars 1848 que Neuchâtel perd son statut de principauté en échange de celui de république, et s'intègre pleinement à la Suisse moderne. Il rompt les liens avec la monarchie prussienne qui ne s'en formalise pas, dans les faits en tout cas, car le traité de 1814 n'a pas officiellement été révoqué.

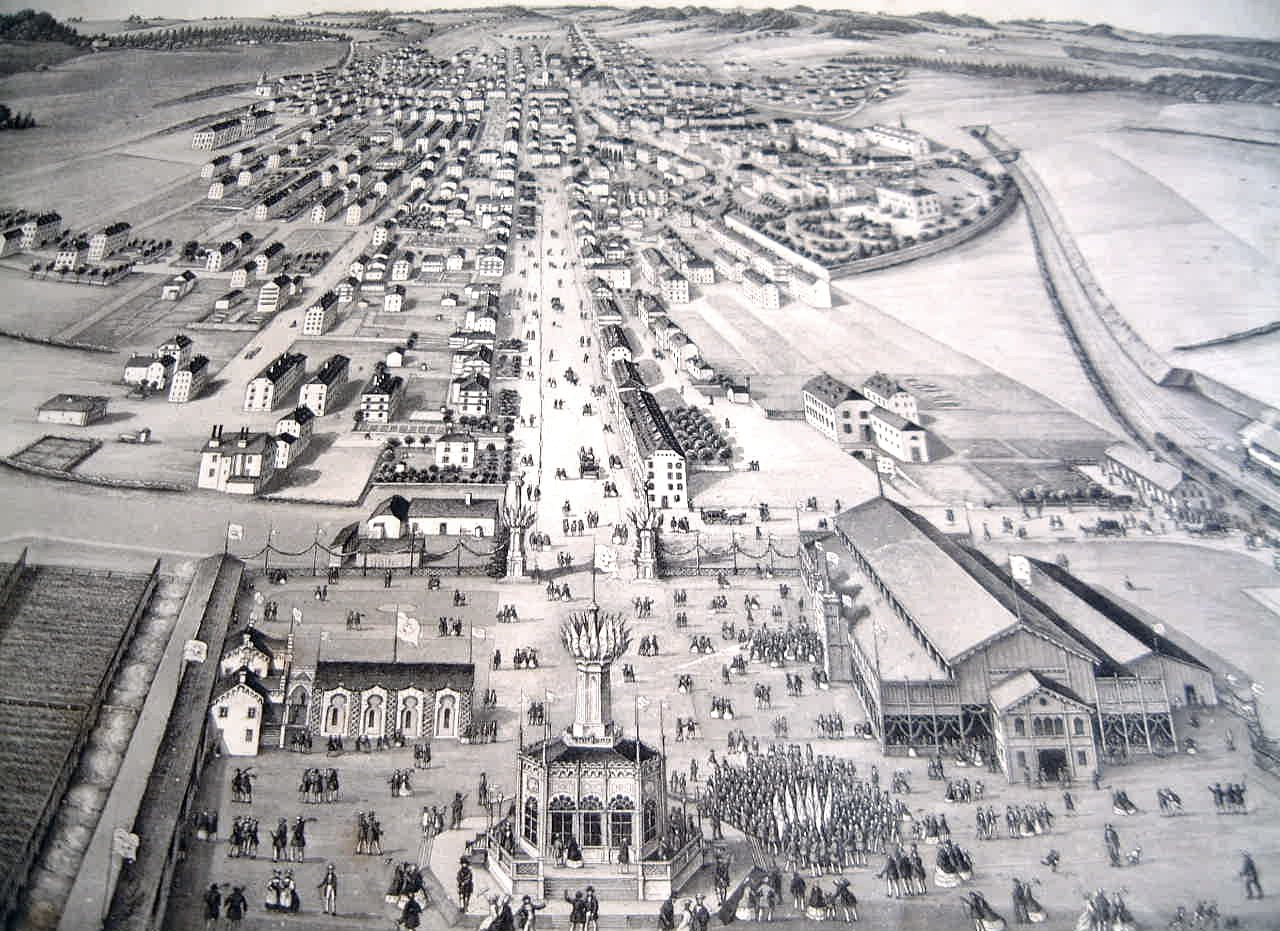
La Chaux-de-Fonds en 1863 lors du Tir fédéral.

En 1856 à la suite de l'affaire de Neuchâtel, une tentative de coup d'État monarchiste durant laquelle le roi de Prusse menace de prendre les armes contre Neuchâtel et qui se finit par l'arrestation des putschistes, les dirigeants européens menés par Napoléon III, peu enclins à voir les troupes prussiennes traverser le Rhin, réussissent la médiation qui enlève tout droit sur Neuchâtel au roi de Prusse et accorde définitivement le statut de pays neutre à la Suisse.
À partir du 2 mars 1848, jour de la proclamation de la république, on peut dire qu'excepté cette affaire neuchâteloise, son histoire se confond avec celle de la Suisse. La réunion du nouveau canton à l'État fédéral est fêtée avec grand bruit lors du Tir fédéral de 1863 à La Chaux-de-Fonds.

## Politique et administration

### Communale
Les communes du canton sont au nombre de 24 depuis 2025. Chacune est administrée par un conseil général (législatif) et un conseil communal (exécutif). Le conseil général est formé théoriquement de 41 personnes mais certaines communes ne parviennent pas à atteindre ce nombre de conseillers. Les conseils communaux sont formés de 5 membres. Les élections communales se déroulent tous les 4 ans, les dernières ont eu lieu le 25 octobre 2020 dans vingt-et-une communes. Six communes ont eu des élections tacites en raison du peu de candidats présentés.

### Cantonale
Souverain, le peuple exerce ses droits notamment en élisant, pour quatre ans, les 100 députés du Grand Conseil, qui exerce le pouvoir législatif, et les cinq membres du Conseil d'État, qui exerce le pouvoir exécutif.

#### Le Grand Conseil
Jusqu'aux élections de 2021, le Grand Conseil comprenait 115 membres élus à la proportionnelle tous les 4 ans. À partir du 18 avril 2021, le nombre de députés a été réduit à 100.
| Parti politiques                   | Nombre de sièges |
| ---------------------------------- | ---------------- |
| Parti libéral-radical (PLR)        | 30               |
| Parti socialiste neuchâtelois      | 27               |
| Parti ouvrier et populaire (POP)   | 8                |
| Les Verts                          | 15               |
| Union démocratique du centre (UDC) | 12               |
| Le Centre (LC)                     | 3                |
| Parti Vert 'libéral (VL)           | 5                |
| Total                              | 100              |

| Répartition des sièges au Grand Conseil pour la législature 2021-2025 | Répartition des sièges au Grand Conseil pour la législature 2021-2025 |
| Partis politiques                                                     | Nombre de sièges                                                      |
| --------------------------------------------------------------------- | --------------------------------------------------------------------- |
| Parti libéral-radical (PLR)                                           | 32                                                                    |
| Parti socialiste neuchâtelois (PS)                                    | 21                                                                    |
| Parti ouvrier et populaire (POP)                                      | 8                                                                     |
| Les Verts                                                             | 19                                                                    |
| Union démocratique du centre (UDC)                                    | 8                                                                     |
| Le Centre (LC)                                                        | 4                                                                     |
| Parti Vert'liberal (VL)                                               | 8                                                                     |
| Totaux                                                                | 100                                                                   |

| Partis politiques | Neuchâtel | Boudry | Val-de-Travers | Val-de-Ruz | Le Locle | La-Chaux-de-Fonds | total Canton |
| ----------------- | --------- | ------ | -------------- | ---------- | -------- | ----------------- | ------------ |
| PLR               | 14        | 11     | 3              | 5          | 3        | 7                 | 43 (+8)      |
| PS                | 11        | 7      | 2              | 3          | 2        | 7                 | 32 (-1)      |
| Les Verts         | 5         | 4      | 1              | 2          | 1        | 4                 | 17 (+5)      |
| UDC               | 0         | 2      | 2              | 1          | 1        | 3                 | 9 (-11)      |
| POP               | 0         | 0      | 0              | 0          | 2        | 4                 | 6 (-3)       |
| Verts-libéraux    | 2         | 2      | 0              | 0          | 0        | 0                 | 4 (-1)       |
| PDC               | 1         | 0      | 0              | 0          | 0        | 1                 | 2 (+1)       |
| SolidaritéS       | 2         | 0      | 0              | 0          | 0        | 0                 | 2 (-7)       |
| Total             | 35        | 26     | 8              | 11         | 9        | 26                | 115          |

| Partis politiques | Neuchâtel | Boudry | Val-de-Travers | Val-de-Ruz | Le Locle | La Chaux-de-Fonds | Total Canton |
| ----------------- | --------- | ------ | -------------- | ---------- | -------- | ----------------- | ------------ |
| PLR               | 11        | 10     | 2              | 5          | 3        | 4                 | 35 (-6)      |
| PS                | 11        | 7      | 3              | 3          | 1        | 8                 | 33 (-3)      |
| Les Verts         | 3         | 2      | 0              | 1          | 1        | 5                 | 12 (-2)      |
| POP-SolidaritéS   | 2         | 1      | 0              | 0          | 3        | 3                 | 9 (-1)       |
| UDC               | 5         | 4      | 3              | 2          | 1        | 5                 | 20 (+6)      |
| Vert'libéraux     | 2         | 2      | 0              | 0          | 0        | 1                 | 5 (+5)       |
| PDC               | 1         | 0      | 0              | 0          | 0        | 0                 | 1 (+1)       |
| Totaux            | 35 (-1)   | 26 (-) | 8 (-)          | 11 (+1)    | 9 (-)    | 26 (-)            | 115 (-)      |

#### Le Conseil d'État
Il comprend cinq conseillers d'État, élus pour quatre ans.
Il exécute les tâches gouvernementales et dirige l’administration cantonale. Il planifie et coordonne les activités de l’État et, selon la Constitution de 2002, il présente un programme de législature au Grand Conseil.
En outre, annuellement, un projet de budget, un compte administratif et de bilan ainsi qu’un rapport sur sa gestion financière et administrative sont présentés au Grand Conseil.
De plus, il se doit de veiller à ce que l’activité de l’administration soit conforme au droit, doit prendre les initiatives assurant le développement du canton, doit veiller par des mesures utiles de la collaboration de l'État avec les autres cantons, communes neuchâteloises, ainsi qu'avec la Confédération. Enfin, le Conseil d'État représente l'État aussi bien à l'intérieur qu'à l'extérieur de son territoire.
| Nom            | Parti     | Département                                                              | Depuis le       |
| -------------- | --------- | ------------------------------------------------------------------------ | --------------- |
| Frédéric Mairy | PS        | Département de la santé, de la jeunesse et des sports (DSJS)             | 1er mars 2024   |
| Céline Vara    | Les Verts | Département de la sécurité, de la digitalisation et de la culture (DSDC) | 27 mai 2025     |
| Crystel Graf   | PLR       | Département de la formation et des finances (DFFI)                       | 25 mai 2021     |
| Laurent Favre  | PLR       | Département du développement territorial et de l'environnement (DDTE)    | 4 novembre 2014 |
| Florence Nater | PS        | Département de l'économie et de la cohésion sociale (DECS)               | 25 mai 2021     |

### Fédérale
Le canton de Neuchâtel envoie à chaque élection fédérale quatre députés au Conseil national et, comme chaque canton, deux au Conseil des États.

#### Conseil national
| Nom              | Parti     | Élu(e) depuis |
| ---------------- | --------- | ------------- |
| Chollex Clarence | Les Verts | 2025          |
| Damien Cottier   | PLR       | 2019          |
| Martine Docourt  | PS        | 2023          |
| Didier Calame    | UDC       | 2023          |

#### Conseil des États
| Nom            | Parti     | Élu(e) depuis |
| -------------- | --------- | ------------- |
| Fabien Fivaz   | Les Verts | 2025          |
| Baptiste Hurni | PS        | 2023          |

#### Conseil fédéral
Après Zurich, Berne et Vaud, Neuchâtel est le canton qui a eu le plus de conseillers fédéraux, avec un total de neuf.
| Nom               | Période   |
| ----------------- | --------- |
| Didier Burkhalter | 2009-2017 |
| René Felber       | 1987-1993 |
| Pierre Aubert     | 1979-1987 |
| Pierre Graber     | 1970-1978 |
| Max Petitpierre   | 1944-1961 |
| Louis Perrier     | 1912-1913 |
| Robert Comtesse   | 1899-1912 |
| Numa Droz         | 1876-1892 |
| Eugène Borel      | 1872-1875 |

### Sécurité
Le canton de Neuchâtel dispose d'une police cantonale. Profondément réformée en 2009, la Police neuchâteloise est issue de la fusion des anciennes gendarmerie et police judiciaire.
Deux établissements pénitentiaires se trouvent sur le territoire cantonal et sont gérés par les autorités :
- l'établissement de détention La Promenade (La Chaux-de-Fonds) : détention provisoire et éventuellement exécution de peines[26] ;
- l'établissement d'exécution des peines de Bellevue (Gorgier) : exécution de peines[27].

## Population et société

### Démographie
Le canton de Neuchâtel comptait 175 757 habitants au 31 décembre 2020, dont 74,9 % ayant la nationalité suisse.
Le tableau et le graphe suivant montrent l'évolution de la population depuis 1850 et par région. Les données jusqu'à 1941 viennent du recensement fédéral de la population, les données depuis 1950 viennent du service de statistique du canton.
|          | Région    | Région     | Région         | Région | Total canton |
| Littoral | Montagnes | Val-de-Ruz | Val-de-Travers |        | Total canton |
| -------- | --------- | ---------- | -------------- | ------ | ------------ |
| 1850     | 22 784    | 29 014     | 7 197          | 11 758 | 70 753       |
| 1860     | 27 343    | 36 630     | 8 561          | 14 835 | 87 369       |
| 1870     | 30 613    | 40 442     | 8 996          | 15 374 | 95 425       |
| 1880     | 34 198    | 43 178     | 9 201          | 16 167 | 102 744      |
| 1888     | 35 668    | 46 872     | 9 064          | 16 549 | 108 153      |
| 1900     | 42 633    | 57 027     | 9 442          | 17 177 | 126 279      |
| 1910     | 47 087    | 58 233     | 9 622          | 18 119 | 133 061      |
| 1920     | 46 910    | 57 599     | 9 719          | 17 121 | 131 349      |
| 1930     | 45 934    | 53 949     | 8 939          | 15 502 | 124 324      |
| 1941     | 47 626    | 48 471     | 7 970          | 13 833 | 117 900      |
| 1950     | 53 845    | 51 772     | 8 203          | 14 036 | 127 856      |
| 1960     | 64 446    | 58 405     | 8 817          | 14 507 | 146 175      |
| 1970     | 80 912    | 62 935     | 10 178         | 14 213 | 168 238      |
| 1980     | 81 027    | 55 241     | 10 807         | 11 645 | 158 720      |
| 1990     | 83 528    | 52 660     | 12 153         | 11 981 | 160 322      |
| 1995     | 86 548    | 54 005     | 13 309         | 12 408 | 166 270      |
| 2000     | 87 405    | 52 905     | 13 981         | 12 185 | 166 476      |
| 2005     | 89 279    | 52 836     | 14 669         | 12 196 | 168 980      |
| 2010     | 91 848    | 52 804     | 15 417         | 11 952 | 172 021      |
| 2015     | 94 683    | 54 637     | 16 579         | 12 071 | 177 970      |
| 2020     | 94 921    | 52 015     | 17 146         | 11 675 | 175 757      |

Le graphique qui aurait dû être présenté ici ne peut pas être affiché car il utilise l'ancienne extension Graph, désactivée pour des questions de sécurité. Des indications pour créer un nouveau graphique avec la nouvelle extension Chart sont disponibles ici.

### Éducation

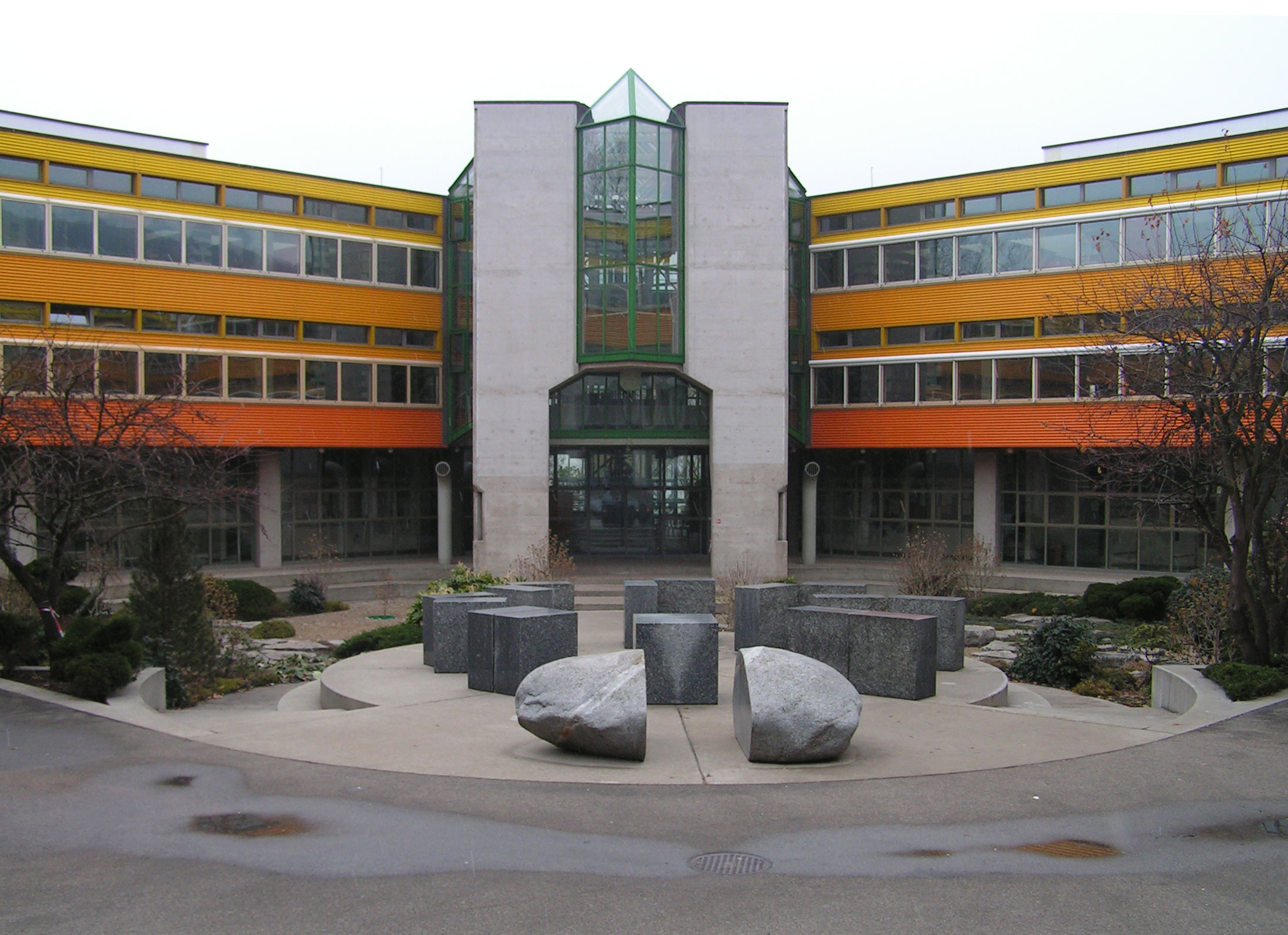
L'université de Neuchâtel.

- Dans le canton, la scolarité commence à l'âge de 4 ans par l'école enfantine qui dure 2 ans (Cycle 1, degrés 1-2). L'école primaire - obligatoire - dure 6 ans et commence à l'âge de six ans (Cycle 1-2, degrés 3-8). L'école secondaire - également obligatoire - dure de la 9e à la 11e année (cycle 3, degrés 9-11). L'élève y est orienté vers les principales filières de l'enseignement supérieur.
- Au niveau de l'enseignement secondaire supérieur, le canton comprend trois lycées, des lycées d’enseignement professionnel, des écoles supérieures et écoles de métiers (horlogerie, microtechnique, mécanique, électronique et électrotechnique, arts appliqués (bijouterie, gravure, etc.), du paramédical et du social, du commerce et de l’administration, des métiers de la nature, des métiers du bâtiment, de l’informatique de gestion, du tourisme, de la gestion commerciale, et d'autres domaines. Le canton comprend également des écoles de culture générale[31].
- Au niveau des écoles supérieures, l'Université de Neuchâtel offre à plus de 4 000 étudiants des cursus d'étude en lettres et sciences humaines, en sciences, en droit, en sciences économiques et en théologie.
- La Haute école ARC offre sur son site de Neuchâtel des formations HES en gestion (économie d'entreprise, informatique de gestion et droit économique), en ingénierie, dans le domaine de la santé ainsi qu'en conservation-restauration. La Haute école ARC comporte des instituts orientés vers la recherche appliquée.

### Social

#### Chômage
Au 31 janvier 2023, le taux de chômage dans le canton de Neuchâtel est de 2,9 %, représentant 2 572 personnes. En comparaison, ce taux est de 2,2 et 3,3 % en Suisse et en Suisse romande respectivement. En janvier 2022, le taux de chômage du canton était supérieur d'un point. La région qui a le taux de chômage le plus bas est celle du Val-de-Ruz (1,8 %). La région Val-de-Travers a quant à elle le taux le plus élevé (3,1 %).

#### Bénéficiaires de l'aide sociale
En 2021, le nombre de bénéficiaires de l'aide sociale dans le canton de Neuchâtel représente 6,6 % de la population. Ce taux s'élevait à 7,0 % en 2019 et à 6,8 % en 2020. Parmi les bénéficiaires, 4 652 sont des personnes seules, 3 128 sont des familles monoparentales, 3 005 sont des couples sans enfant, 505 sont des couples avec enfant et 285 sont dans des situations autres. De plus, 41,6 % des bénéficiaires sont des personnes sans emploi (chômeurs inclus), 34 % sont des personnes non actives et 24,5 % sont des personnes actives occupées. Le montant moyen perçu par les bénéficiaires est de 701 francs en 2021 alors qu'il était de 668 francs en 2019.

### Médias
Un média écrit, ArcInfo, couvre le canton de Neuchâtel. Le titre est issu de la réunion en 2018 des quotidiens L’Express et L’Impartial, tous deux édités par la Société Neuchâteloise de Presse, elle-même possession du groupe ESH Médias.
Par ailleurs, une radio régionale, RTN, couvre l'ensemble du canton. Canal Alpha en est la télévision régionale.

## Économie

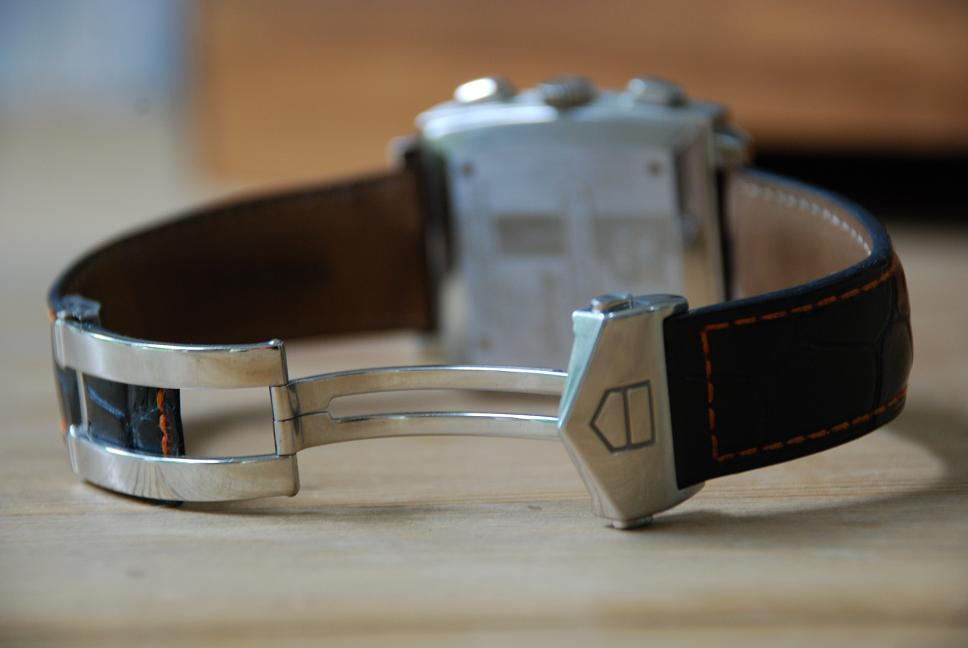
Un tiers environ des emplois nationaux dans l'horlogerie sont concentrés dans le canton. (ici une TAG Heuer Monaco).

### Baromètre de l'emploi: entre secondaire et tertiaire
En 2005, le canton offrait 83 724 emplois dans 9 257 établissements. En 2009, il comptait 85 400 emplois au dernier trimestre, soit une variation de l'emploi de -2,0 %.
À la fin du trimestre 2010, bien que le secteur tertiaire reste dans le négatif avec -0,6 %, grâce au 2,5 % de reprise du secteur secondaire, le canton atteint un total de reprise positif : +0,6 %.
Au troisième quartile de l'année 2011, la variation de l'emploi est un de meilleurs scores positifs depuis des années : + 3,9 %, avec une augmentation de l'emploi de 6 % pour le secondaire et 2,5 % pour le tertiaire. La fin de l'année 2012 restera stable avec 90 600 emplois offerts, ce qui correspond à une croissance du marché de l'emploi de 3,1 %.
Le secteur primaire représente 3 269 emplois (3,9 %) et 1 113 établissements (12 %). Le secteur secondaire employait 29 154 personnes (34,8 %) dans 1 947 établissements (21 %). Le secteur tertiaire offrait 51 301 postes de travail (61,3 %) dans 6 197 établissements (66,9 %) (Mémento statistique neuchâtelois, 2008).
Le secteur secondaire est fortement lié au secteur de l'horlogerie qui offre plus de 10 % des emplois, et ceci sans compter tous ceux des domaines liés. Environ un tiers des emplois de l'industrie horlogère suisse se trouvent dans le canton.

### Marché du travail attractif pour les frontaliers
| Année (T3) | Nbre de frontaliers actifs | Pourcentage |
| ---------- | -------------------------- | ----------- |
| 2009       | 7781,7                     | (21,98 %)   |
| 2010       | 8231,3                     | (23,24 %)   |
| 2011       | 9404,4                     | (25,94 %)   |
| 2012       | 10158,6                    | (28,84 %)   |

Le canton de Neuchâtel, à l'instar du Jura, de Vaud et Genève, reste un canton attractif pour les travailleurs frontaliers. Pour la seule année 2012 Neuchâtel a vu son effectif de travailleurs frontaliers augmenter de 11,2 % en l'espace de trois semestres. Les travailleurs frontaliers occupent principalement le secteur secondaire de même que le tertiaire.
Selon certains médias, la libre circulation des personnes faciliterait la sous-enchère salariale de la part des employeurs : les frontaliers seraient souvent engagés sans CCT et avec un salaire inférieur à celui d'un Suisse.
À Neuchâtel, depuis 2009, des postes supplémentaires d'inspecteurs du travail ont été créés dans le but de protéger les droits du travail des frontaliers qui vivent en moyenne avec un salaire de 2 250 CHF mensuel.

## Culture locale

### Emblèmes
Le canton de Neuchâtel a pour emblèmes un drapeau et un blason. Les armoiries de Neuchâtel se blasonnent : Tiercé en pal de sinople, d’argent et de gueules à la croix d’argent au deuxième canton.

### Langues
La langue majoritairement utilisée dans le canton,  à l’oral comme à l’écrit, est le français, qui en est aussi la langue officielle. Pendant le Moyen-Âge, la langue couramment parlée (appelée patois) était une variante du  francoprovençal, dans son dialecte neuchâtelois ; son usage a commencé à décliner dans les villes à la fin du XVIIIe siècle, et il est considéré comme éteint dans tout le canton depuis les années 1910-1920.